# M.Y.O.B.
M.Y.O.B. è il settimo album in studio della cantautrice statunitense Debbie Gibson, pubblicato nel 2001.

## Tracce
1. M.Y.O.B. – 4:00
2. Your Secret – 4:08
3. What You Want – 3:42
4. Down That Road – 4:49
5. The One – 4:13
6. Wishing You Were Here – 3:35
7. What Part of No – 5:16
8. In Blue – 6:05
9. Jaded – 4:11
10. Knock Three Times (con Tony Orlando) – 5:11
11. M.Y.O.B. (Dance Mix) – 4:23